# Jimmy Yancey
James Edwards "Jimmy" Yancey (20 de fevereiro de 1894 — 17 de setembro de 1951) é um pianista afro-americano de boogie-woogie, compositor e letrista. Seu irmão mais velho, Alonzo, foi um pianista notório, e seu pai era guitarrista.